# Злоторийски окръг
Злоторийски окръг (на полски: Powiat złotoryjski) е окръг в Югозападна Полша, Долносилезко войводство. Заема площ от 575,81 км2. Административен център е град Злотория.

## География
Окръгът се намира в историческата област Долна Силезия. Разположен е в централната част на войводството.

## Население
Населението на окръга възлиза на 45 613 души (2012 г.). Гъстотата е 79 души/км2.

## Административно деление
Административно окръгът е разделен на 6 общини.
Градски общини:
- Войчешов
- Злотория

Градско-селска община:
- Община Швежава

Селски общини:
- Община Войчешов
- Община Злотория
- Община Швежава

## Галерия
- Войчешов
- Злотория
- Швежава